# Hanzély Ákos
Hanzély Ákos (Budapest, 1969. április 26. –) Európa- és világbajnok magyar öttusázó, fővárosi önkormányzati  képviselő az LMP frakciójában.

## Sportpályafutása
1978-ban kezdett el sportolni, a Csepel SC három- majd öttusázójaként.
1987-ben az ifjúsági barátság versenyen  második lett egyéniben és első csapatban. 1988-ban Kairóban a junior vb-n szerzett második helyezést csapatban, egyéniben nyolcadik lett, az IBV-n ötödik volt. Magyarországon a csb-n harmadik, a junior bajnokságban első lett. A következő évben ismét győzött az IBV-n csapatban, a junior vb-n tartalék volt. A junior évektől, 1990-ben a korosztályos vb-n szerzett csapat arannyal és egyéni ezüsttel búcsúzott.
Az 1991-es szezont a váltó ob-n szerzett bronzzal kezdte. Júniusban megnyerte Ausztria nyílt bajnokságát. Az ob-n egyéniben hatodik, csapatban negyedik volt. 1992 áprilisban megnyerte a szófiai vk versenyt, Frankfurtban második lett. Júniusban a csapatbajnokságon harmadik, az augusztusi ob-n ötödik volt. A winterthuri felnőtt váltó vb-n 5. helyezést szerzett, majd megnyerte a vk döntőjét.
1993-ban egy tavaszi lovas sérülés után Párizsban 10., Rómában 16., Budapesten 30. volt, így a vb és az Eb csapatba nem válogatták be. A júniusi szentpétervári vk versenyen 12. volt. Júliusban egyéni magyar bajnok, csapatban harmadik lett. A váltó ob-n második helyen végzett. Az 1994-es évet az ausztrál vk viadalon szerzett 12. helyével kezdte. Februárban a váltó bajnokságon második lett. A párizsi vk versenyen 20., a budapestin 17. helyen végzett. Az eredményei, valamint tanulmányi elfoglaltságai miatt, a vb csapatba nem tudott bejutni. A júliusi ob-n egyéniben negyedik, csapatban első lett.
Az 1995 februárjában második volt a váltó ob-n. A vk viadalokon áprilisi rómában ötödik, májusban warendorfban negyedik lett. Az Európa-bajnokságon csapatban első, egyéniben második, váltóban hetedik lett. A budapesti vk versenyen második lett. Az ob-n csapatban első, egyéniben második lett. A baseli vb-n csapatban szintén aranyérmes, egyéniben második, váltóban hatodik lett. Egyéni vb érmével kivívta az olimpiai szereplés lehetőségét. Az atlantai vk-döntőn második volt.
1996-ban váltó bajnoki aranyéremmel kezdett. Az ob-n egyéniben ötödik, csapatban első lett. Az atlantai olimpián hatodikként fejezte be a versenyt. 1997-ben váltóban második lett a magyar bajnokságban. Ezután egy keresztszalagszakadás és a velejáró műtét  akadályozta a felkészülését. Emiatt kihagyta a teljes szezont. A vb-n és az ob-n sem tudott elindulni. 1998-ban 10. lett Warendorfban, 3. Budapesten. Az uppsalai Eb-n csapatban második, egyéniben 13. volt. Az ob-n csapatban második, egyéniben 7. lett. A mexikóvárosi vb-n csapatban második, egyéniben 16. lett. A teplicei vk-döntőn hatodik volt.
Az 1999-es szezont váltó ob bronzéremmel kezdte. Márciusban San Antonióban, áprilisban Rómában nyert vk versenyt. A drzonkówi Eb-n csapatban első, egyéniben második lett. A budapesti vb-n váltóban és csapatban első, egyéniben 13. lett. Az októberi ob-n csapatban szerzett aranyérmet. Decemberben az egyéni párbajtőr ob-n a 16-ba jutott. Csapatban ötödik lett. 2000-ben, a tavaszi idénynyitó Steffl kupán, fogadásból malacka-jelmezben teljesítette a futó távot. Mexikóvárosban 13., Budapesten 11. volt. A székesfehérvéri Eb-n váltóban első lett. Az ob-n egyéniben 5., csapatban 2. lett.
Ezután visszavonult az aktív versenyzéstől, a Csepel SC szakosztályvezetője lett. Ennek ellenére még elindult 2001-es váltó ob-n, ahol aranyérmet szerzett. Később a Csepeli Öttusa és Triatlon Egyesület vezetője lett. 2009-ben az öttusa-szövetség alelnökévé választották. Posztján 2013-ban megerősítették. Ezt a posztot 2016-ig töltötte be. Ezt követően elnökségi tagként tevékenykedett tovább.

## Közéleti pályafutása
Sportolói pályafutása mellett 1993-ban diplomázott a Budapesti Közgazdaságtudományi Egyetemen, valamint elvégezte a Testnevelési Egyetemet is. Sportvezetői tevékenysége mellett közéletileg is aktív, több közérdekű adatkéréses per résztvevője, kezdeményezője volt. 2009-ben belépett a Lehet Más a Politika nevű pártba, a 2010-es önkormányzati választásokon Jávor Benedek visszalépése után a Fővárosi Közgyűlés tagja lett. 2013 februárjában kilépett az LMP-ből és a Párbeszéd Magyarországért politikusa lett. A fővárosi közgyűlésben függetlenként dolgozott tovább.

## Díjai, elismerései
- Kiváló ifjúsági sportoló (1988)
- Magyar Köztársaság jó tanulója-jó sportolója (1993)